# Specklinia formondii
Specklinia formondii är en orkidéart som först beskrevs av Donald Dungan Dod, och fick sitt nu gällande namn av Alec M. Pridgeon och Mark W. Chase. Specklinia formondii ingår i släktet Specklinia och familjen orkidéer. Inga underarter finns listade i Catalogue of Life.